# Zasloužilý umělec (Vietnam)
Zasloužilý umělec  (Nghệ sĩ ưu tú, zkratka NSƯT) je čestný titul, kterým jsou oceňováni vietnamští  umělci za svou vynikající uměleckou činnost. Je propůjčován státem na základě zákona o soutěžení a vyznamenání č. 15/2003/QH11. Vyšším oceněním je čestný titul Lidový umělec. Tento model ocenění umělců se opírá o vzor sovětský, kde se udělovaly čestné tituly Zasloužilý umělec SSSR a Národní umělec SSSR.